# 河野景子
河野 景子（こうの けいこ、本名同じ、1964年〈昭和39年〉11月12日 - ）は、日本のフリーアナウンサー、タレント、元フジテレビアナウンサー。
元夫は元大相撲力士で第65代横綱の貴乃花光司で、婚姻中は花田 景子（はなだ けいこ）として活動。
一般社団法人 日本語力検定協会（旧：日本漢字習熟度検定協会）・名誉会長、日本ペンクラブ会員。

## 略歴・人物

### 生い立ち
宮崎県宮崎市出身。
宮崎大学教育学部附属中学校、宮崎県立宮崎大宮高等学校を経て、上智大学外国語学部フランス語学科卒業。
小学5年生の時に『兼高かおる世界の旅』『おはよう720』（TBS）、『なるほど!ザ・ワールド』（フジテレビ）など世界を紹介する紀行番組を見て「テレビ局のアナウンサーになって、海の向こうで活躍したい」との夢を抱いた。アナウンサーになるためには語学力が必要と、高校2年の時に交換留学生としてアメリカ合衆国ニューヨーク州のニューヨークシティから車で2時間ほどの田舎町にあるオネオンタハイスクール（Oneonta High School）に1年間留学した。「3カ国語を武器にしなさい」との高校時代の恩師の勧めから、高校卒業後に上京し上智大学外国語学部フランス語学科にてフランス語を学びつつ、大学の女子寮にて多くの留学生とともに生活した。このような経験から、英語・フランス語を得意としている。
上智大学在学中の1984年に、参加者が足りないからと頼まれ参加した「ミス・ソフィア・コンテスト」にて『ミス・ソフィア』に選ばれた。これをきっかけにラジオ番組への出演や『世界めぐり愛』（TBS系）の女子大生レポーターとして世界への取材を経験する。週刊誌 『週刊朝日』の公募表紙モデルを務めたほか、横浜スタジアムで行われたアメリカンフットボールのオールスター戦「カレッジシックボウルクィーン」に選ばれるなど、大学在学中よりメディアの仕事に携わることとなった。
大学ではマスコミ志望者に囲まれ、言葉のイントネーションの違いを指摘されたことなどでアナウンサーの夢は一旦諦めていた。しかし、アルバイト先の先輩に背中を押され記念受験のつもりで1社のみ受けたフジテレビに合格する。

### フジテレビアナウンサー
1988年4月、アナウンサーとしてフジテレビに入社。同期入社は有賀さつき、八木亜希子、青嶋達也、片岡飛鳥や杉尾敦弘、笹栗実根。
河野と有賀、八木とともに「花の三人娘」と呼ばれ、デビューは2人より遅かったが、河野はアナウンサーとしてニュース番組『FNNモーニングコール』『FNNスピーク』等でキャスターを担当し、ニュース・情報番組を中心に活躍する。大学で学んだことを活かしてパリ支局で勤務したいとの希望が叶い、1991年4月の『FNN World Uplink』の放送開始に伴い1991年から1年間特派員としてフランス・パリ支局に駐在、帰国後は東京のスタジオでメインキャスターを務めた。
1994年3月にフジテレビを退社。フリーアナウンサーに転身し、『投稿!特ホウ王国』などの司会を務める。

### 貴乃花光司との結婚
八木亜希子が若ノ花勝（当時）と開いていた食事会に誘われ、8歳年下の貴乃花と知り合った。1994年10月より交際を開始し、1995年に横綱に昇進した貴乃花と婚約（既にこの時、妊娠6か月）を発表し、同年5月に結婚。5月25日に東京・明治神宮にて出羽海理事長の媒酌により行われた挙式は国民的スターの挙式として注目を集め、披露宴は約1,000人の招待客が列席し、盛大に開催された。同年9月に長男・花田優一を出産し、3児（一男二女）をもうけた。
藤田紀子が2001年に11代二子山と離婚して部屋を出たこと、また2003年に夫の貴乃花が現役を引退し一代年寄となり、2004年6月に二子山部屋を継承し正式に貴乃花部屋師匠として就任したことに伴い、相撲部屋の女将の立場となった。相撲部屋には同居せず、部屋行事への参加や全国各地での講演活動を主な活動としていた。株式会社フィールドパレス代表として貴乃花が考案したエクササイズの普及活動にも尽力し、貴乃花親方が提唱する自分の中に「核」を持ち、「軸」のぶれない生き方「シコア」を女性の立場から発信する場として「シコアサロン」を2011年5月より主宰した。
一方で、2012年4月には『渡部陽一 勇気のラジオ』で17年ぶりにレギュラー番組に出演。2016年2月に美容品プロデュースやイベント企画などを行う株式会社ル・クールを設立し代表取締役に就任、同社事業の1つとして同年9月に会話術などの指導を行う「河野景子のことばのアカデミー」を開校した。
2018年10月に貴乃花が日本相撲協会を退職したため、部屋が閉鎖され女将の座を退いた。同年10月25日に、貴乃花と離婚。
未成年でアメリカへ留学中の長女と次女（白河れい）の親権は元夫が持つこととなった。離婚の原因として、元夫に「口出しするな」と言われていた部屋のシゴキ・暴力体質に嫌気がさしたと指摘する報道もある。2019年3月に刊行した『こころの真実 23年のすべて』（世界文化社）では、2012年に円形脱毛症を患ったことを綴っている。否応なしに降りかかる大きなストレスに耐える自信を失い、平穏な時間が少ない結婚生活、体調が悪いときの無理などから「お互いの中で“いつか離婚するだろう”という思いは生まれていた」としており、離婚についても「私から切り出した」と明言している。また婚姻中から、自身が後援した優一の芸能活動についても、反対していた貴乃花との間で対立し、ついには貴乃花が「勘当」を宣言して絶縁しているが、景子は優一とは絶縁していない。
2020年12月、離婚後の2019年6月からジャッキー・ウーと交際していることが報じられた。

## 人物・エピソード
- 2人姉妹の長女で、妹が1人いる[9]。
- 小学校時代は放送委員会、高校時代は新体操部に所属した。
- フジテレビの新人時代、アナウンス室で先輩にコーヒーを出すことも自分の仕事と、「この人はブラック、この人はお砂糖だけ、この人はコーヒーよりお茶」と各人の好みを一覧表にまとめて給湯室に貼り「お疲れ様です!」と笑顔で出していたところ、「チーママ」のあだ名をつけられた[7]。
- 西山喜久恵とは河野の退社後も親交が深く、元夫が『クイズ$ミリオネア』に出演したときには西山が応援に駆けつけた。
- 2004年5月、隣接する住宅火事の延焼により、宮崎県にある実家が全焼した[28]。
- 2016年、株式会社ル・クールを設立し「河野景子のことばのアカデミー」を開校。講演、朗読会などでも活動している[29]。

## 出演

### フジテレビ時代
報道・情報番組
| 期間          | 期間          | 番組名              | 役職                      | 担当日     |
| ------------- | ------------- | ------------------- | ------------------------- | ---------- |
| 1988年        | 1989年        | FNNモーニングコール | 寺田理恵子→筒井櫻子の代役 | 平日       |
| 1990年7月5日  | 1990年9月28日 | アンテナホット7     | 司会                      | 木・金曜日 |
| 1991年4月8日  | 1991年9月30日 | FNN World Uplink    | パリ特派員                | 平日       |
| 1991年10月1日 | 1992年3月31日 | FNN World Uplink    | パリ特派員                | （交替制） |
| 1992年4月1日  | 1993年3月31日 | FNN World Uplink    | 司会                      | 平日       |
| 1993年4月5日  | 1993年9月29日 | FNNスピーク         | キャスター                | 月～水曜日 |

バラエティ・特別番組
- 森田一義アワー 笑っていいとも!（1989年4月 - 1991年3月、テレフォンアナウンサー）
- 志村けんのだいじょうぶだぁ
- パラダイスGoGo!!
- FNSの日（第2回では提供読み、第4回では同僚の須田哲夫と司会）

### フリー転向後
- 投稿!特ホウ王国（復活版スペシャルでは、花田景子名義で出演）
- 家なき子（いずれも日本テレビ）
- ゴールデンタイム（フジテレビ）（レポーター）
- コスモ・クルージング・ウェイブ 河野景子のMAGNUM SOUND BREEZE（TBSラジオ）
- 渡部陽一 勇気のラジオ（2012年4月 - 2014年3月、ニッポン放送、パートナー）[3]
- 警視庁鑑識班2004 第5話（日本テレビ）
- もしもツアーズ（フジテレビ、2017年4月15日）
- フジテレビ開局60周年記念企画 グレイティストTVショー〜ブラウン管が生んだスターたち〜（フジテレビ、2019年3月27日）同期の八木と共に25年ぶり水曜日MC担当
- ハテな7デイズ-なぜここに住むのか？-「スコットランド・フェア島」 （NHK BSプレミアム、2019年4月13日）

### CM
- ENEOS（エネゴリ君シリーズ。当時の夫、貴乃花と共演）
- ライオン（ブライトＷ 除菌＆抗菌）

### 広告
- はごろもフーズ（シーチキンのまぐろから搾ったDHA+EPA。夫、貴乃花と共演）[30]

### ムック
- TAKAKO『顔力を上げるTAKAKOの大人ガーリーメイク』（2013年10月、ディスカヴァー・トゥエンティワン） - モデル

## 書籍
- 私たちがアナウンサーだったころ（1991年5月、フジテレビ出版）八木亜希子、有賀さつき、河野景子による共著 ISBN 4594007228
- 河野景子のパリ日記（1992年10月、フジテレビ出版）ISBN 4594010520
- どんな美人もブスになる―29歳のターニングポイント（1993年11月、フジテレビ出版）ISBN 4594012868
- ピンチも料理で救われます。（2000年11月、世界文化社）ISBN 4418005250
- 日本人の心 おもてなし 女将が聞いたプロフェッショナル12名のホスピタリティ（2015年2月9日、世界文化社、ISBN 978-4-418-15501-9）[31]
- こころの真実 23年のすべて（2019年3月4日、世界文化社、ISBN 978-4-418-19502-2）[26]